# 宮本雅文
宮本 雅文（みやもと まさふみ、1952年 - ）は、日本の経営者、佐藤工業元代表取締役社長。

## 経歴
和歌山県生まれ。1974年大阪工業大学工学部土木工学科（現在の都市デザイン工学科）卒業後、佐藤工業入社。北陸支店土木事業部長、執行役員土木事業本部長、取締役常務執行役員、同専務執行役員を経て、2013年代表取締役専務執行役員。2015年9月代表取締役社長に就任。2021年退任し、同社相談役。